# 鴻池忠三郎
鴻池 忠三郎（こうのいけ ちゅうざぶろう、1879年（明治12年）8月7日 - 1947年〈昭和22年〉5月）は、日本の実業家。鴻池組社長。大阪府多額納税者。族籍は大阪府平民。

## 人物
大阪府人・鴻池忠治郎の長男。土木建築請負業を営み、鴻池組社長である。上海製油取締役をつとめる。また大阪商工会議所常議員である。
1934年（昭和9年）、芦屋にあった邸宅が室戸台風の直撃を受けて倒壊する被害を受けた。
1938年、紺綬褒章を下賜される。趣味は旅行、写真。宗教は日蓮宗。住所は大阪市西淀川区伝法町北3丁目（現・大阪市此花区伝法）。

## 家族・親族
鴻池家
- 父・忠治郎[1]（1852年 - 1945年、鴻池組創業者）
- 妻・トヨ（1885年 - ?）[3][4]
- 男・藤一[4]（1912年 - 1994年、鴻池組社長・会長）
- 六男・十郎[4]（1920年 - 2004年、鴻池運輸社長・会長）
- 男[4]
- 長女[4]
- 二女・喜美子（1908年 - ?、荒井賢太郎の二男の妻）[4]
- 三女・勇喜子（1911年 - ?、鴻池勝治の妻）[7]
- 養弟・小六[1]（1884年 - ?、鴻池組社長）

親戚
- 荒井賢太郎（枢密顧問官、枢密院副議長）